# Benfica Lisabon
Sport Lisboa e Benfica (zkráceně SL Benfica, v Česku známý pod názvem Benfica Lisabon) je profesionální portugalský fotbalový klub sídlící v hlavním městě Lisabonu. Momentálně působí v nejvyšší portugalské soutěži Primeira Liga, ve které drží historické prvenství v počtu mistrovských titulů (37).
Historicky je Benfica jeden z nejúspěšnějších fotbalových klubů v Portugalsku a je jedním z „Tres Grandes“, neboli „velké trojky“, spolu s FC Porto a Sporting CP, pro Benficu největšími rivaly.
Jako celkem pravidelný účastník Ligy mistrů UEFA tuto soutěž vyhrál dvakrát (ještě jako Pohár mistrů evropských zemí - PMEZ) za sebou v letech 1961 a 1962, potom byl ještě 5× ve finále. Trenérem v letech 1959–1962 byl Maďar Béla Guttmann. Po 2 vítězstvích v PMEZ chtěl zvýšit plat, Benfica to odmítla, tak odešel. Při odchodu řekl, že Benfica 100 let nevyhraje evropský pohár. A vskutku, už uběhlo víc než půl století, Benfica se dostala 8× do finále, ale nikdy nevyhrála.[zdroj?]
Nejslavnějším hráčem v historii klubu je Eusébio, který hrál za Benficu v 60. a 70. letech a v roce 1965 získal Zlatý míč. Je i nejlepším střelcem v historii klubu.
Jako častý účastník Ligy mistrů UEFA tuto soutěž vyhrál dvakrát (ještě jako Pohár mistrů evropských zemí) za sebou v letech 1961 a 1962, potom byl ještě 5× ve finále.
Počet fanoušků po světě přesahuje 14 milionů.

## Historie
Vznik klubu se datuje do dne 28. února 1904, kdy se členové spolku Real Casa Pia de Lisboa sešli v jedné z lisabonských lékáren.
Byl u toho též 18letý Cosme Damião, který řídil chod klubu následujících skoro 20 let.
Roku 1908 se tento (Sport Lisboa) a další klub Grupo Sport Benfica sloučily a vznikla Benfica existující dodnes. Šlo o multisportovní organizaci zahrnující mimo jiné cyklistiku. Zpočátku fotbalový oddíl postrádal travnaté hřiště, v roce 1919 se však stal prvním celkem na Pyrenejích, který odehrál fotbalový zápas s osvětlením.
Roku 1925 se klub přestěhoval na první vlastní stadion, Estádio das Amoreiras. Lisabonský šampionát hraný od roku 1922 systémem play-off nezískala Benfica napoprvé (Sporting), po deseti letech ale brala trofej rovnou sedmkrát. Portugalská ligová soutěž byla zahájena s ročníkem 1934/35 a Benfica skončila třetí, následně však triumfovala třikrát za sebou. Během období dvou světových válek zůstalo Portugalsko neutrální a fotbal se tak hrál nepřerušen, Benfica mezitím nabírala na popularitě a vzniklo asi 40 fanklubů napříč Portugalskem a jeho koloniemi.
Rozvoj během 50. let měli na svědomí prezident Joaquim Bogalho a trenér Otto Gloria. Benfica se znovu přestěhovala, tentokráte na nový stánek Estádio da Luz. V témže roce 1954 přerušili její fotbalisté čtyři roky trvající dominanci Sportingu v lize a tři roky na to se dostali do pohárové Evropy.
Na konci 50. let zde začal trénovat Béla Guttmann, který v sezónách 1959/60 a 1960/61 získal dva tituly. Druhý ligový titul doplnila kontinentální trofej z PMEZ (Pohár mistrů evropských zemí). Ve finále této soutěže jeho tým porazil Barcelonu 3:2. V následujícím roce Benfica obhájila, když ve finále přehrála Real Madrid 5:3 i díky dvěma gólům Eusébia. Ani v jedné ze dvou příležitostí nezískali Interkontinentální pohár. Guttmann usiloval o navýšení platu, což vyústilo v jeho odchod z klubu. Proslavilo se jeho prohlášení, že Benfica dalších sto let nevyhraje evropský pohár.
Toto „prokletí“ trvá i v roce 2020.
V ročníku 1967/68 dosáhla Benfica finále PMEZ popáté, avšak proti Manchesteru United s Bobbym Charltonem a Georgem Bestem prohrála 1:4 v prodloužení.
Anglickému soupeři tak neoplatila vyřazení z před dvou let, kdy United porazili Benficu ve čtvrtfinále PMEZ na jejím hřišti 5:1.
Navzdory nezdarům na evropské scéně po finále PMEZ s United kralovala Benfica v Portugalsku. Rekordní byla sezóna 1972/73, kdy zůstala Benfica neporažena v lize, vstřelila 101 gólů (obdržela jich 13) a ze 30 utkání vyhrála rovnou 28. Jinému portugalskému týmu se toto nikdy nepodařilo.
Vzestupný trend rivalů Sportingu a nově i Porta odpoutal v 80. letech Benficu od stálého přísunu trofejí. Dvakrát se lisabonského mužstva chopil trenér Sven-Göran Eriksson a dosáhl evropského finále. Ani v sezóně 1982/83 v Poháru UEFA a ani o sedm let později v PMEZ ale Benfica neuspěla.
Během deštivého prosincového ligového utkání se Sportingem v roce 1986 utrpěla Benfica prohru 1:7, přesto se dokázala zmátořit a získat titul.
Benfica vstoupila do 90. let titulem v ročníku 1990/91. Po nezdaru v obhajobě se klubový prezident Jorge de Brito rozhodl získat nadějného útočníka Joãa Vieiru Pinta, o kterého stál i Sporting. Nejprve tým získal národní pohár, v ročníku 1993/94 už i titul, jemuž Pinto napomohl hattrickem na stadionu Alvalade při výhře 6:3 proti Sportingu. Roku 1996 fotbalisté Benficy znovu pozvedli nad hlavu národní pohár poté, co díky dvěma gólům Pinta přehráli Sporting 3:1.
Zkoušená byla trenérská jména jako Toni, Graeme Souness a Jupp Heynckes, nikdo z nich však nedodal Orlům výsledkovou vyrovnanost a nedokázal přerušit hegemonii Porta.
V roce 2001 byla Benfica v krizi a mimo evropské poháry. Generální manažer Luís Filipe Vieira zacílil na koupi temperamentního tvůrčího záložníka Zlatka Zahoviče, který měl přinést zkušenosti pro mladé talenty jako Mantorras nebo Simão.
25. ledna 2004 v zápase proti Vitórii SC zemřel maďarský fotbalista Miklós Fehér.
Po Trapattonim nastoupil k Benfice jako trenér Ronald Koeman. Ten odstartoval Primeira Ligu remízou a prohrou bez vstřeleného gólu, což bylo nejhorším startem od roku 1977. Mezitím tým posílil záložník Jorgos Karagunis,
hostovat pak přišel útočník Fabrizio Miccoli. V úvodním skupinovém zápasu Ligy mistrů Benfica porazila Lille 1:0, posléze však nestačila venku na Manchester United a prohrála 1:2.
V říjnu Koeman přišel o brankářskou jedničku i dvojku poté, co se zranili postupně José Moreira a poté Quim, do akce tak trenér vyslal 19letého Ruie Nerea.
Proti Villarrealu ale tým ze dvou zápasů získal bod a do závěrečného domácího duelu s United neměl jistotu postupu. Výhra nad anglickým týmem 2:1 však Benficu ze druhého místa posunula do jarního osmifinále a Orli tak navázali na svoji bohatou minulost v evropských soutěžích.
Přestože v Portugalsku Benfica nezářila a skončila nakonec třetí, proti obhajujícímu Liverpoolu v osmifinále dvakrát vyhrála. Domácí výhru po centru Petita zařídil hlavou Luisão, tu venkovní pak Simão a Miccoli.
Ve čtvrtfinále už Benfica nestačila na pozdějšího vítěze Barcelonu. Koeman se po konci sezóny dohodl s klubem na rozvázání smlouvy.
Novým trenérem se stal Fernando Santos, jenže na domácí scéně se to opět obešlo bez trofejí. Po předkole se Benfica na podzim ucházela o další postup do osmifinále v Lize mistrů, po dvou zápasech ale nabrala manko po prohrách proti Manchesteru United (doma 0:1) a Celticu (venku 0:3) a musela se spokojit jen se třetím místem a sestupem do Poháru UEFA.
Zkušenosti navrátilce Manuela Ruie Costy podpořily cestu mezi poslední osmici. Na stadionu Espanyolu prohrávala Benfica již 0:3, ale dokázala se vrátit zpět po trefách Nuno Gomese a Simãa.
V sezóně 2012/13 Evropské ligy se probojovala do finále proti anglickému celku Chelsea FC, v němž podlehla soupeři 1:2 gólem z nastaveného času. V dalším ročníku Evropské ligy 2013/2014 si Benfica zopakovala finálovou účast, tentokrát podlehla v penaltovém rozstřelu 2:4 (0:0 po prodloužení) španělskému týmu Sevilla FC. V sezoně 2013/14 v domácích soutěžích získala Benfica treble (vyhrála ligovou soutěž, portugalský pohár i ligový pohár).

## Odznak
Odznak s dodnes zanechanými prvky vznikl roku 1908 po spojení dvou klubů. Ze strany Grupo Sport Benfica na novém odznaku přibylo kolo odkazující na bicyklový tým. V něm od roku 1908 leží štít červenobílé barvy s míčem, zanechaný druhým z původních klubů jménem Sport Lisboa. Tyto barvy měly symbolizovat odvahu a mír.
Přes celý štít včetně míče je našikmo uvedena zkratka S.L.B. – Sport Lisboa e Benfica. Nad odznakem ční latinský nápis E Pluribus Umum („Jeden mezi mnohými“). Zcela nahoře se tyčí orel reprezentující samostatnost, pověřenost a urozenost. Od něho se odvíjí klubová přezdívka Águias. Postupem času se odznak dočkal stylistických úprav, ale klíčové prvky zůstaly zachovány.

## Rivalita

### Benfica versus Sporting
Lisabonské Clássico (O Clássico Lisboeta) mezi Benficou – týmem pracující chudiny – a Sportingem – oblíbeným u vyšších vrstev – započalo v roce 1907, poté, co sedm hráčů Benficy zamířilo za lepším k dobře situovanému, díky královské rodině privilegovanému Sportingu, jehož tehdejší stadion Sítios das Mouras byl nejlepší v Portugalsku.
V prosinci 1907 se oslabená Benfica (tehdy jako Sport Lisboa) se Sportingem utkala a odešla poražena výsledkem 1:2. Zprvu byl zápas během stavu 1:1 kvůli vydatnému dešti přerušen, v dohrávce si pak vsítil vlastní gól jeden ze zakladatelů Benficy Cosme Damião.
V roce 1948 se oba týmy setkaly v posledním kole s tím, že Sporting potřeboval vyhrát třígólovým rozdílem. Jejich hvězda Fernando Peyroteo čtyřmi góly rozhodl o výhře 4:0 a tedy i o titulu. Po konci Peyroteovy kariéry se lisabonští rivalové ucházeli o služby nadaného útočníka Eusébia a přestože ten hrál za farmářský klub Sportingu, skončil nakonec v Benfice.
V této éře působili v roli trenérů v obou lisabonských klubech dva Maďaři – József Szabó (Sporting) a Béla Guttmann (Benfica).

### Benfica versus FC Porto
O Clássico se hraje mezi historicky úspěšnou Benficou a FC Porto, vyzyvatelem z města Porto na jihu země, který se etabloval mezi portugalskou špičkou až v průběhu času, dohání to však úspěchy na evropské půdě.

## Získané trofeje

### Vyhrané domácí soutěže
- Primeira Liga ( 38× )

(1935/36, 1936/37, 1937/38, 1941/42, 1942/43, 1944/45, 1949/50, 1954/55, 1956/57, 1959/60, 1960/61, 1962/63, 1963/64, 1964/65, 1966/67, 1967/68, 1968/69, 1970/71, 1971/72, 1972/73, 1974/75, 1975/76, 1976/77, 1980/81, 1982/83, 1983/84, 1986/87, 1988/89, 1990/91, 1993/94, 2004/05, 2009/10, 2013/14, 2014/15, 2015/16, 2016/17, 2018/19, 2022/23)
- Portugalský pohár ( 26× )

(1939/40, 1942/43, 1943/44, 1948/49, 1950/51, 1951/52, 1952/53, 1954/55, 1956/57, 1958/59, 1961/62, 1963/64, 1968/69, 1969/70, 1971/72, 1979/80, 1980/81, 1982/83, 1984/85, 1985/86, 1986/87, 1992/93, 1995/96, 2003/04, 2013/14, 2016/17)
- Portugalský ligový pohár ( 7× )

(2008/09, 2009/10, 2010/11, 2011/2012, 2013/2014, 2014/15, 2015/16)
- Superpohár Cândido de Oliveira ( 8× )

(1980, 1985, 1989, 2005, 2014, 2016, 2017, 2019)

### Vyhrané mezinárodní soutěže
- Pohár mistrů evropských zemí ( 2× )

(1960/61, 1961/62)
- Latinský pohár ( 1× )

(1950)

## Hráči

### Významní hráči
1. Rogério Pipi (1942–1947 & 1948–1952)
2. José Águas (1950–1963)
3. Mário Coluna (1954–1970)
4. José Augusto (1959–1969)
5. José Augusto Torres (1959–1971)
6. Eusébio (1960–1975)
7. António Simões (1961–1975)
8. Manuel Bento (1972–1992)
9. Fernando Chalana (1976–1984 & 1987–1990)
10. Diamantino Miranda (1977–1981 & 1982–1990)
11. Rui Costa (1991–1994 & 2006–2008)
12. João Pinto (1992–2000)
13. Nuno Gomes (1997–2000 & 2002–2011)
14. Simão Sabrosa (2001–2007)
15. Tiago Mendes (2002–2004)
16. Fábio Coentrão (2007–2011)
17. Javi García (2009–2012)
18. Michel Preud'homme (1994–1999)
19. Axel Witsel (2011–2012)
20. Nemanja Matić (2011–2014)
21. Jan Oblak (2010–2014)
22. Ángel Di María (2007–2010, 2023–dosud)
23. Javier Saviola (2009–2012)
24. Eduardo Salvio (2010–2019)
25. Nicolás Gaitán (2010–2016)
26. Luisão (2003–2018)
27. David Luiz (2007–2011)
28. Ramires (2009–2010)
29. Óscar Cardozo (2007–2014)
30. Maxi Pereira (2007–2015)

Zdroje:

### Čeští hráči
- Karel Poborský (1998–2001)
- David Jurásek (2023–)

## Trenéři

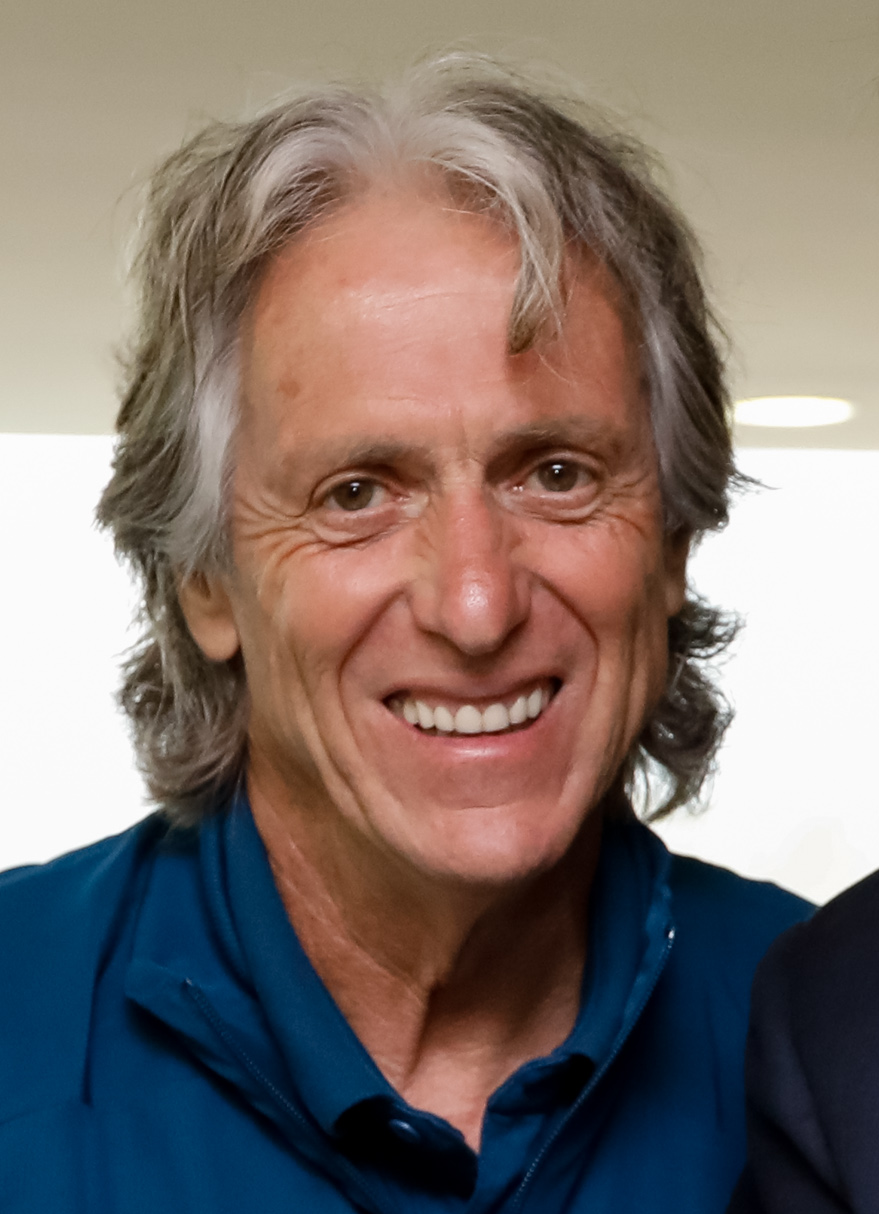
Jorge Jesus v roce 2020 zahájil svoji druhou štaci v Benfice

| Období od          | Období do          | Trenér               |
| ------------------ | ------------------ | -------------------- |
| 1. července 1989   | 30. června 1992    | Sven-Göran Eriksson  |
| 1. července 1992   | 30. června 1994    | Toni                 |
| 1. července 1994   | 30. června 1995    | Artur Jorge          |
| 1. července 1995   | 30. června 1996    | Mário Wilson         |
| 1. července 1996   | 31. prosince 1996  | Paulo Autuori        |
| 1. ledna 1997      | 31. srpna 1997     | Manuel José          |
| 1. září 1997       | 30. září 1997      | Mário Wilson         |
| 1. října 1997      | 3. května 1999     | Graeme Souness       |
| 10. května 1999    | 30. června 1999    | Shéu                 |
| 1. července 1999   | 20. září 2000      | Jupp Heynckes        |
| 21. září 2000      | 5. prosince 2000   | José Mourinho        |
| 6. prosince 2000   | 30. června 2001    | Toni                 |
| 1. července 2001   | 28. listopadu 2002 | Jesualdo Ferreira    |
| 29. listopadu 2002 | 30. června 2004    | José Antonio Camacho |
| 1. července 2004   | 30. června 2005    | Giovanni Trapattoni  |
| 1. července 2005   | 30. června 2006    | Ronald Koeman        |
| 1. července 2006   | 19. srpna 2007     | Fernando Santos      |
| 20. srpna 2007     | 9. března 2008     | José Antonio Camacho |
| 10. března 2008    | 30. června 2008    | Chalana              |
| 1. července 2008   | 30. června 2009    | Quique Flores        |
| 1. července 2009   | 30. června 2015    | Jorge Jesus          |
| 1. července 2015   | 2. ledna 2019      | Rui Vitória          |
| 3. ledna 2019      | července 2020      | Bruno Lage           |
| července 2020      | —                  | Jorge Jesus          |

Zdroj:

## Evropské poháry – statistiky
| Pořadí | Hráč           | Zápasů |
| ------ | -------------- | ------ |
| 1.     | Luisão         | 69     |
| 2.     | Eusébio        | 63     |
| 3.     | Mário Coluna   | 58     |
| 4.     | José Augusto   | 55     |
| 5.     | Fernando Cruz  | 53     |
| 6.     | António Simões | 48     |

| Pořadí | Hráč                | Gólů |
| ------ | ------------------- | ---- |
| 1.     | Eusébio             | 47   |
| 2.     | José Augusto Torres | 21   |
| 3.     | José Augusto        | 19   |
| 4.     | José Águas          | 18   |
| 5.     | Tamagnini Nené      | 15   |
| 6.     | Óscar Cardozo       | 12   |

Zdroj: